# الإجابة الحرة
الإجابة الحرة، والتي يشار إليها عادةً بالمقال، هي نوع من الأسئلة المستخدمة في الفحوصات في التعليم وأماكن العمل والحكومة.
معظم أسئلة الإجابة الحرة تتطلب من الممتحن وضع اعتقاد أو رأي أو أن يكتب مقال قصير ويدعمه بحقائق أو أمثلة أو أي أدلة أخرى. على الرغم من ذلك، القليل من الفحوصات فقط تعتمد على هذا النوع من الأسئلة، وتميل إلى العمل بترابط مع أنواع أخرى كأسئلة الاختيار المتعدد. أسئلة الإجابة الحرة بشكل عام تفحص أكثر من المعلومة المباشرة الواضحة وتسأل عن «الصورة الكبيرة» وتسمح للممتحن باختيار المجال المألوف له. حسب المجلس الوطني للقياس في التعليم (NCME) فإن أسئلة الإجابة الحرة هي أسئلة اختبار تتميز بأن على الطالب خلق إجابة بنفسه عوضاً عن اختيار إجابة من مجموعة إجابات مرفقة. من الأمثلة عليها أسئلة الإجابة القصيرة، المسائل الرياضية وأسئلة التعبير.
وتتميز بنود الإجابة الحرة عن بنود الإجابة الثابتة في أنه يجب على الممتحنين أن يقدموا إجابة كاملة ومستقلة، فليس هناك خيارات إجابة يمكن الاختيار منها.
بنود الإجابة الحرة تستبعد من الامتحانات عادةً بسبب صعوبتها والانحياز والوقت والجهد المطلوب في وضع العلامات. على الرغم من هذا هناك بعض الإرشادات العامة لتطوير هذه الأسئلة منها:
كلما كانت الإجابة المطلوبة لبند معين أقصر عادةً تكون أفضل. يمكن اختبار المزيد من المواضيع في نفس الفترة الزمنية، وأيضا يمكن اختبار عوامل كالطلاقة اللفظية والتهجئة وغيرها وهذا كله يجعلها ذات فرصة أقل للتأثير على الطالب
1-     ساعد الممتحنين بتركيز إجاباتهم نحو فكرة معينة عن طريق إعطائهم جملة أولية لمقالهم
2-     احرص على أن تكون الأسئلة تركز على قضية واحدة بدقة. بحيث لا تعطي الطالب أو الممتحن حرية زائدة في تحديد ماذا يجب أن تكون الإجابة
يجادل المؤيدون بأن هذا النوع من الأسئلة في الاختبارات يعطي مؤشرًا أفضل لكفاءة وذكاء المتقدم للاختبار مقارنة بالإجابات المعيارية الأخرى والتي يزعم أنها تقيس فقط القدرة على إجراء الاختبار. على الرغم من هذا، يرى النقاد أن جودة أسئلة الإجابة الحرة تتحدد بشكل أفضل من خلال القدرة مع اللغة التي تُعطى بها مقارنة بالكفاءة أو الذكاء.

## أمثلة
(في شكل اختبار تحديد المستوى المتقدم العادي - يوضح جميع النقاط)
اختر مجالين من المجالات التالية واكتب مقالًا متطورًا تحلل فيه التغيير بمرور الوقت والاستمرارية حول كيفية تأثير التطورات التكنولوجية على المناطق بين عامي 1914 و 1945:
- الصين

- الولايات المتحدة

- روسيا (الاتحاد السوفيتي)

- الشرق الأوسط

مثال: أطروحة نموذجية من 2007 AP World Student للتغيير مع مرور الوقت: «لقد تحولت الأيديولوجيات الثقافية المهمة مثل الشيوعية والستالينية إلى العوامل الرئيسية نحو التغيير السياسي والثقافي في الاتحاد السوفيتي طوال 1914-1945. وفي نهاية المطاف لم يتمكن أي من هذه التغييرات من تحسين مستوى معيشة الطبقات العاملة في روسيا، والذي كان من عجيب المفارقات أنها كانت الهدف الذي حددته الثورة الروسية في المقام الأول.»

## اختبارات إجابة حرة مشهورة
SAT (أيضا اختيار متعدد)
PSAT (أيضا اختيار متعدد)
AP (أيضا اختيار متعدد)
GRE (أيضا اختيار متعدد)